# Гопвуд (Пенсільванія)
Гопвуд (англ. Hopwood) — переписна місцевість (CDP) в США, в окрузі Файєтт штату Пенсільванія. Населення — 2062 особи (2020).

## Географія
Гопвуд розташований за координатами 39°52′38″ пн. ш. 79°42′6″ зх. д. / 39.87722° пн. ш. 79.70167° зх. д. (39.877286, -79.701733).  За даними Бюро перепису населення США в 2010 році переписна місцевість мала площу 4,88 км², уся площа — суходіл.

## Демографія
Згідно з переписом 2010 року, у переписній місцевості мешкало 2090 осіб у 922 домогосподарствах у складі 611 родини. Густота населення становила 428 осіб/км².  Було 977 помешкань (200/км²).
Расовий склад населення:
| - 97,7 % — білих - 0,8 % — чорних або афроамериканців - 0,8 % — азіатів |

До двох чи більше рас належало 0,6 %. Частка іспаномовних становила 0,5 % від усіх жителів.
За віковим діапазоном населення розподілялося таким чином: 18,4 % — особи молодші 18 років, 59,9 % — особи у віці 18—64 років, 21,7 % — особи у віці 65 років та старші. Медіана віку мешканця становила 47,4 року. На 100 осіб жіночої статі у переписній місцевості припадало 92,8 чоловіків;  на 100 жінок у віці від 18 років та старших — 89,0 чоловіків також старших 18 років.
Середній дохід на одне домашнє господарство  становив 55 668 доларів США (медіана — 39 375), а середній дохід на одну сім'ю — 67 191 долар (медіана — 51 895). За межею бідності перебувало 10,1 % осіб, у тому числі 13,6 % дітей у віці до 18 років та 5,5 % осіб у віці 65 років та старших.
Цивільне працевлаштоване населення становило 759 осіб. Основні галузі зайнятості: освіта, охорона здоров'я та соціальна допомога — 33,7 %, роздрібна торгівля — 12,1 %, виробництво — 10,1 %.